# Zdeněk Prokeš
Zdeněk Prokeš (České Budějovice, 1953. június 13. – 2024. augusztus 1.) csehszlovák válogatott cseh labdarúgó, hátvéd.

## Pályafutása

### Klubcsapatban
1971–72-ben az IGLA České Budějovice, 1972 és 1974 között a Dukla Praha, 1974 és 1985 között a Bohemians Praha labdarúgója volt. 1985 és 1988 között a nyugatnémet 1860 München csapatában fejezte be az aktív játékot. A Bohemians csapatával egy csehszlovák bajnoki címet nyert.

### A válogatottban
1977 és 1985 között 19 alkalommal szerepelt a csehszlovák válogatottban és egy gólt szerzett.

## Sikerei, díjai
Bohemians Praha
- Csehszlovák bajnokság
  - bajnok: 1982–83